# Zakazane terytorium
Zakazane terytorium – amerykański film przygodowy z 1997 roku.

## Fabuła
Jest 1871 rok. W Afryce zaginął misjonarz doktor David Livingstone. Młody dziennikarz, Henry Morton Stanley, zostaje wysłany, aby odszukać zaginionego misjonarza. Wiele wskazuje na to, że Livingstone został uprowadzony przez łowców niewolników. Kiedy dziennikarz dociera do Zanzibaru w Południowej Afryce i odnajduje doktora, okazuje się, że wcale nie został on porwany - znajduje się tam w ramach tajnej misji. Livingstone wyjawia dziennikarzowi swoją tajemnicę i wspólnie wyruszają na wyprawę w poszukiwaniu wolności i prawdy.

## Obsada
- Nigel Hawthorne jako doktor David Livingstone
- Aidan Quinn jako Henry Morton Stanley
- Dylan Baker jako Gordon Bennett
- Kabir Bedi jako Khamis Bin Abdullah
- Edward Fox jako Markham
- Christopher Fulford jako John Shaw
- Fay Masterson jako Alice Pike
- Simon Williams jako John Kirk
- Paul Birchard jako Yankee Sergeant
- Robert Willox jako William Farquhar
- Luke Garrett jako Henry Parker
- Dafydd Hywel jako James Francis
- John Wallace jako reporter
- James Thornton jako reporter

oraz Edward Jewesbury

## Nagrody i nominacje
Emmy 1998:
Nominacja w kategorii Najlepsza muzyka dramatyczna w miniserialu lub filmie telewizyjnym dla Marka Adlera